# ISO 639-3
ISO 639-3, 더 정확히는 ISO 639-3:2007(Codes for the representation of names of languages – Part 3: Alpha-3 code for comprehensive coverage of languages, 언어 이름 표현을 위한 코드 - 3부: 포괄적인 언어 적용을 위한 Alpha-3 코드)는 ISO 639 시리즈의 언어 코드에 대한 국제 표준이다. 언어 식별을 위한 3자리 코드를 정의한다. 이 표준은 2007년 2월 1일 국제표준화기구(ISO)에서 발행되었다.
ISO 639-3은 알려진 모든 자연어를 포괄하기 위해 ISO 639-2 alpha-3 코드를 확장한다. 확장된 언어 적용 범위는 주로 현재 ISO 639-3의 등록 기관인 국제 SIL에서 발행한 에스놀로그(10~14권)에 사용된 언어 코드를 기반으로 했다. 이는 현존하는 언어와 멸종된 언어, 고대와 건설된 언어, 주요 언어와 부전공 언어, 기록된 언어와 기록되지 않은 언어를 포함하여 가능한 한 완전한 언어 목록을 제공한다. 그러나 인도유럽조어와 같은 재구성된 언어는 포함되지 않는다.
ISO 639-3은 광범위한 응용 프로그램에서 메타데이터 코드로 사용하기 위한 것이다. 이는 많은 언어 지원이 필요한 인터넷과 같은 컴퓨터 및 정보 시스템에서 널리 사용된다. 아카이브 및 기타 정보 저장소에서는 자원의 언어 또는 언어를 나타내는 목록 시스템에 사용된다. 코드는 언어 이름이 모호하거나 모호할 수 있다는 사실을 보완하기 위해 언어 문헌 및 다른 곳에서도 자주 사용된다.